# شعبة بن يحي
شعبة بن يحي هي إحدى قرى عزلة القارة بمديرية رصد التابعة لمحافظة أبين، بلغ تعداد سكانها 38 نسمة حسب تعداد اليمن لعام 2004.